# Myrcia inaequiloba
Myrcia inaequiloba är en myrtenväxtart som först beskrevs av Dc., och fick sitt nu gällande namn av Albert Marie Victor Lemée. Myrcia inaequiloba ingår i släktet Myrcia och familjen myrtenväxter. Inga underarter finns listade i Catalogue of Life.